# Markos Ghebremedhin
Markos Ghebremedhin CM (* 18. November 1966 in Shappa, Äthiopien) ist Bischof der Römisch-Katholischen Kirche und Apostolischer Vikar von Jimma-Bonga in Äthiopien.

## Leben
Markos Ghebremedhin besuchte die Grundschule in Shappa und Bonga. Er trat am 1. Januar 1988 in die Ordensgemeinschaft der Lazaristen ein und  legte am 26. September 1992 sein Ordensgelübde ab. An der theologischen Fakultät der Kapuziner in Addis Abeba studierte er Philosophie und Theologie und wurde am 19. September 1993 zum Ordenspriester geweiht. Ein weiteres Aufbaustudium der Spiritualität absolvierte er von 1993 bis 1995 am Tangaza College in Kenia.
Danach übernahm er folgende Tätigkeiten: Rektor am kleinen Priesterseminar der Lazaristen in Addis Abeba 1995–1998, ab 1998 war er Pfarrer in Jimma, 2001 wurde er zum Provinzial seines Ordens gewählt, gleichzeitig war er Assistent des Apostolischen Administrators von Jimma-Bonga und stellvertretender Vorsitzender der Konferenz der Ordensoberen in Äthiopien.
Am 5. Dezember 2009 erfolgte, unter gleichzeitiger Ernennung zum Titularbischof von Gummi in Proconsulari, die Berufung zum Apostolischen Vikar von Jimma-Bonga. Die Bischofsweihe zelebrierte Erzbischof Berhaneyesus Demerew Souraphiel CM von Addis Abeba am 24. Januar 2010. Dabei assistierten die Bischöfe Theodorus van Ruijven CM und Musie Ghebreghiorghis OFMCap.